# Emanuele Rapisarda
Emanuele Rapisarda (Paternò, 29 giugno 1900 – Catania, 25 marzo 1989) è stato un latinista italiano.

## Biografia
Allievo di Paolo Ubaldi, fu il primo titolare della cattedra di Letteratura cristiana antica all'Università di Catania, dove insegnò anche Grammatica latina e Grammatica greca.
Fondò il Movimento europeo per la difesa del latino e, nel 1954, la rivista Orpheus, che si occupa di umanistica classica e cristiana.
Per un certo periodo fu anche preside della Facoltà di Magistero di Catania, nonché socio onorario del Centro di studi sull'antico cristianesimo interno alla facoltà.
Anche la figlia, Grazia Rapisarda (1940-2018) fu docente dell'ateneo etneo, alla stessa cattedra del padre – quella di letteratura cristiana antica – dal 2001 al 2010, prima avendo avuto quella di storia del cristianesimo fin dal 1969.

## Pubblicazioni
- Studi Boeziani, 1939, Principato
- Theophilus Antiochenus, I tre libri ad Antolico, 1939
- Filemone comico, 1939
- Cenni su Teofilo d'Antiochia: 1 Vita, 2 Opere
- Horatius, Le Satire, libro I, 1941
- Prudentius Clemens Aurelius, L'Apoteosi
- Prudentius Clemens Aureluis, Contra Symmachum
- Boezio, Gli opuscoli teologici
- Consolatio poesis in Boezio
- Cicerone Lettere scelte, 1943
- Cicerone Lettere politiche, 1943
- Aeschylus, Eumenidi, 1945, Andò
- Arnobio Crisafulli, 1946
- L'Ave Fenice di L. Cecilio Firmiano Lattanzio, 1946, Ape
- Lysias, L'orazione contro i mercanti di grano, 1947, Andò
- Aeschylus, Il Prometeo legato, 1948, Andò
- Virgilio, Eneide, libri I, IV
- Il pessimismo di Gregorio Nazianzeno, 1951
- Origene e il platonismo nella sacra rappresentazione di Santa Barbara, 1955, Università di Catania
- Umanità e religiosità di Concetto Marchese, 1957
- La crisi spirituale di Boezio, 1953-1960
- Il carme de Ave Phoenice di Lattanzio, 1952, Reina
- Convivium Dominicum: studi sull'eucaristia nei Padri della Chiesa antica e miscellanea patristica, 1959, Università di Catania
- Introduzione alla letteratura di Prudenzio-Influssi lucreziani, 1960
- Introduzione alla lettura di Lattanzio, 1948, Centro di Studi Storia Arte e Letteratura Cristiana Antica
- Philosophiae consolatio: Boezio
- Arnobius, Psychomachia, 1962
- Dracontius Blossius Aemilius, La tragedia di Oreste, 1964
- Arnobius, Adversus Nationes, 1965
- Studi prudenziani, 1969
- Studi palocristiani, 1970, Centro studi sull'antico Cristianesimo